# Heroina de Tixtla
Heroina de Tixtla är en ort i Mexiko.   Den ligger i kommunen Tixtla de Guerrero och delstaten Guerrero, i den södra delen av landet, 210 km söder om huvudstaden Mexico City. Heroina de Tixtla ligger 1 376 meter över havet och antalet invånare är 104.
Terrängen runt Heroina de Tixtla är kuperad. Runt Heroina de Tixtla är det ganska tätbefolkat, med 80 invånare per kvadratkilometer. Närmaste större samhälle är Chilpancingo de los Bravo, 10,0 km väster om Heroina de Tixtla. I omgivningarna runt Heroina de Tixtla växer huvudsakligen savannskog.